# Truhlar
Truhlar  je priimek več znanih Slovencev:
- Karel Vladimir Truhlar (1912—1977), jezuit, teolog in pedagog